# 리도디베네치아

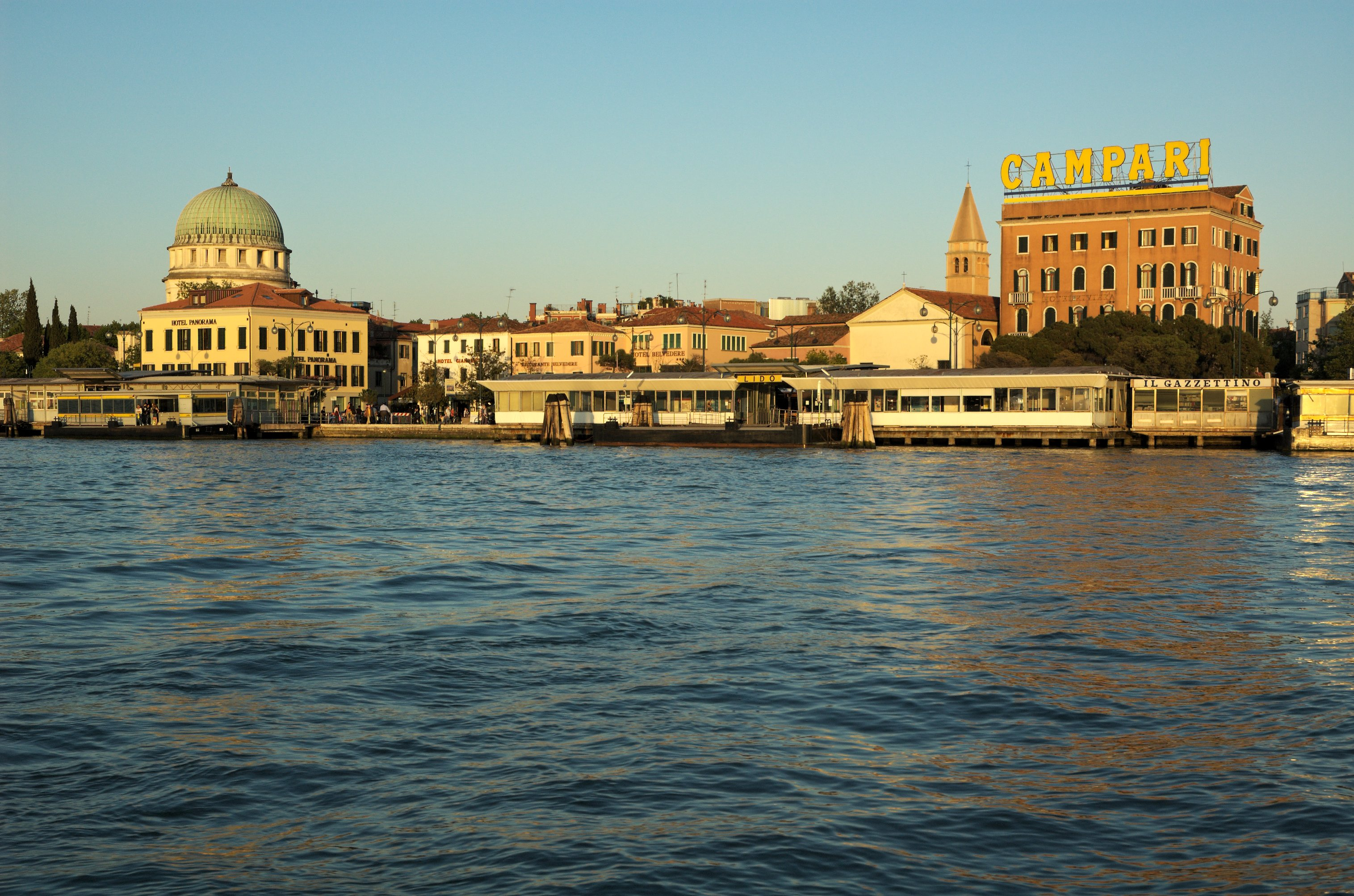
리도디베네치아

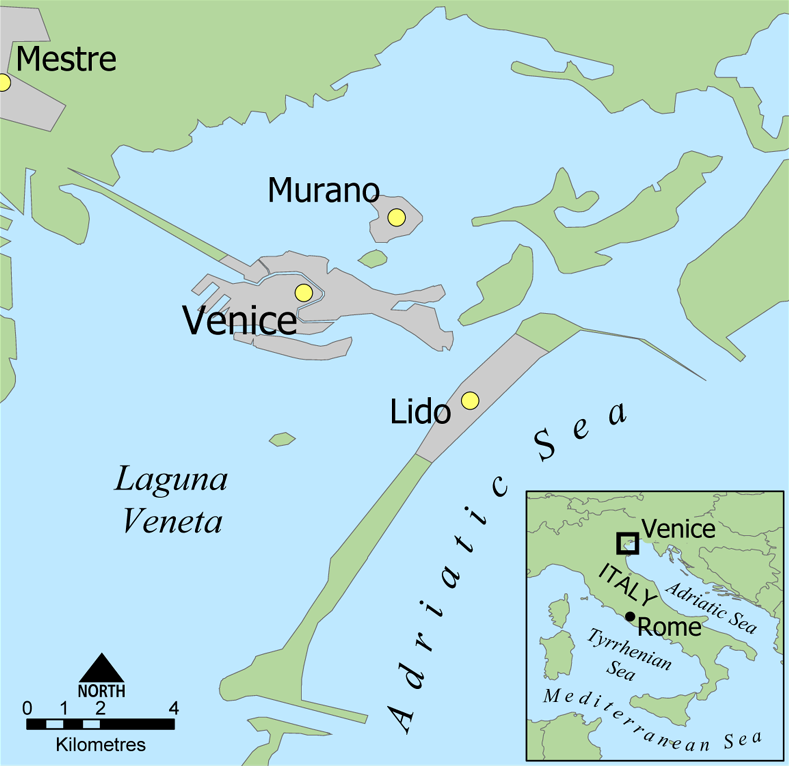
리도디베네치아의 지도

리도디베네치아(이탈리아어: Lido di Venezia, 베네토어: Lido de Venesia)는 이탈리아 베네치아에 발달한 11km 길이의 사주이다. 2만 명 정도가 살고 있다. 매년 9월마다 베네치아 영화제가 이곳에서 열린다. 간단히 리도(Lido)라고도 한다.